# Gravity Falls (1.ª temporada)
A primeira temporada de Gravity Falls, uma série animada americana criada por Alex Hirsch, estreou no Disney Channel em 15 de junho de 2012 com o episódio "Tourist Trapped". A temporada teve 20 episódios e foi concluída com "Gideon Rises" em 2 de agosto de 2013. Foi exibido no Brasil a partir de 30 de setembro de 2012 e em Portugal a partir de 7 de junho de 2013.

## Episódios
- Os códigos de produção desta temporada começam com a sequência 618G-1 (os três primeiros números representam numericamente o dia e o mês de nascimento do criador da série Alex Hirsch), enquanto os dois últimos números representam  a ordem em que os episódios foram produzidos, o que pode não representar o ordem em que foram ao ar.[1][2][3]
- O episódio 19 foi lançado em diferentes plataformas sob dois nomes: "Dreamscaperers" e "Dreamscapers".[4]

| N.º geral | N.º na temp. | Título original (Título no Brasil) (Título em Portugal)                                          | Dirigido por              | Escrito por                                                                        | Exibição original       | Cód. de produção | Audiência nos EUA (milhões) |
| --- | ------------ | ------------------------------------------------------------------------------------------------ | ------------------------- | ---------------------------------------------------------------------------------- | ----------------------- | ---------------- | --------------------------- |
| 1 | 1            | "Tourist Trapped" "Armadilha para Turistas" (BR) "Armadilha para Turista" (PT)                   | John Aoshima              | Alex Hirsch                                                                        | 15 de junho de 2012     | 105              | 3,40                        |
| Quando férias de verão de Dipper e Mabel começam seus pais os mandam para Gravity Falls para passarem o verão com seu Tio avô Stan (Tivô Stan) que transformou sua casa em uma "Atração Turistica" e Dipper e Mabel tem que trabalharem lá mas no meio da flores Dipper encontra um Diario que tem várias anômanias escritas. Enquanto isso Mabel arranja um namorado mas Dipper suspeita que ele pode ser um zumbi.                 |              |                                                                                                  |                           |                                                                                    |                         |                  |                             |
| 2 | 2            | "The Legend of the Gobblewonker" "A Lenda do Gobblewonker" (BR) "A Lenda do Monstro" (PT)        | John Aoshima              | Michael Rianda e Alex Hirsch                                                       | 29 de junho de 2012     | 101              | 3,14                        |
| Stan leva Dipper e Mabel na lagoa para pescarem mas eles acabam descobrindo que tem um monstro na ilha da lagoa e eles também descobrem que tem uma recompença para quem tirar uma foto de algo sobrenatural e eles pretendem tirar uma foto do monstro para conseguirem a recompença. |              |                                                                                                  |                           |                                                                                    |                         |                  |                             |
| 3 | 3            | "Headhunters" "Caçadores de Cabeças" (BR/PT)                                                     | John Aoshima              | Aury Wallington e Alex Hirsch                                                      | 30 de junho de 2012     | 102              | 2,71                        |
| Soos encontra uma sala secreta com várias esculturas de cera então Mabel decide fazer uma e depois Stan abre uma exposição de esculturas de cera mas no meio da noite a cabeça do Stan de cera é cortada, e Dipper e Mabel terão que descobrir quem foi. |              |                                                                                                  |                           |                                                                                    |                         |                  |                             |
| 4 | 4            | "The Hand That Rocks the Mabel" "A Mão que Balança a Mabel" (BR) "A Mão que Embala a Mabel" (PT) | John Aoshima              | Zach Paez e Alex Hirsch                                                            | 6 de julho de 2012      | 104              | 2,95                        |
| Depois de terem ido ao show um garotinho chamado Gideão fica apaixonado por Mabel mas Stan não gosta dele e vai até a casa dele mas o pai de Gideão consegue fazer uma negociação com Stan e decide que Mabel e Gideão devem ficar juntos mas Mabel gosta de Gideão como amigo e pede para Dipper falar isso para ele mas Gideão acha que Dipper está tentando separa-los.                                                           |              |                                                                                                  |                           |                                                                                    |                         |                  |                             |
| 5 | 5            | "The Inconveniencing" "A Inconveniência" (BR/PT)                                                 | Aaron Springer e Joe Pitt | Michael Rianda e Alex Hirsch                                                       | 13 de julho de 2012     | 103              | 3,55                        |
| Wendy vai se divertir com os amigos dela e Dipper e Mabel vão junto dizendo que eles tem 13 anos para Dipper poder ficar com a Wendy mas isso pode ser difícil depois de Dipper saber que eles vão invadir um Mercado abandonado que está assombrado por fantasmas que odeiam adolescentes. |              |                                                                                                  |                           |                                                                                    |                         |                  |                             |
| 6 | 6            | "Dipper vs. Manliness" "Dipper vs Masculinidade" (BR) "Dipper Contra a Masculinidade" (PT)       | Aaron Springer e Joe Pitt | Tim McKeon                                                                         | 20 de julho de 2012     | 106              | 3,14                        |
| Depois de ser zoado por Mabel e Stan Dipper decide virar homem mas no meio da floresta ele encontra um HomemTauro que o ajuda a virar homem. Enquanto isso Mabel, Soos e Wendy ajudam Stan conquistar a garçonete Lady Susan. |              |                                                                                                  |                           |                                                                                    |                         |                  |                             |
| 7 | 7            | "Double Dipper" "Dipper em Dobro" (BR) "Dipper a Dobrar" (PT)                                    | Aaron Springer e Joe Pitt | História por : Mitch Larson Roteiro por : Michael Rianda, Tim McKeon e Alex Hirsch | 10 de agosto de 2012    | 109              | 4,18                        |
| Stan faz uma festa na Cabana do Mistério para conseguir mais dinheiro e Mabel percebe que essa é a chance dela fazer amigas e por lá ela conhece duas meninas e ela pretende ganhar o show de Pacifica. Enquanto isso Dipper quer se aproximar de Wendy mas ela entra na festa e Dipper usa uma copiadora para fazer várias copias dele mas eles acabam brigando porque Dipper não quer seguir os passos da lista que fez.           |              |                                                                                                  |                           |                                                                                    |                         |                  |                             |
| 8 | 8            | "Irrational Treasure" "Tesouro Irracional" (BR/PT)                                               | John Aoshima              | História por : David Slack Roteiro por : Tim McKeon e Alex Hirsch                  | 17 de agosto de 2012    | 108              | 3,87                        |
| Mabel fica cansada de Pacifica ficar zombando dela por seu parente ser o fundador de Gravity Falls, mas Dipper desconfia que o parente de Pacifica não foi o fundador de Gravity Falls então eles vão atrás de pistas para descobrirem quem é o verdadeiro de Gravity Falls, mas os policiais o seguem para os impedirem de descobrir a verdade. Enquanto isso, Stan fica preso e para piorar começam a tacar tomates nele.          |              |                                                                                                  |                           |                                                                                    |                         |                  |                             |
| 9 | 9            | "The Time Traveler's Pig" "O Porco e o Viajante do Tempo" (BR) "O Porco Viajante no Tempo" (PT)  | Aaron Springer e Joe Pitt | Aury Wallington e Alex Hirsch                                                      | 24 de agosto de 2012    | 107              | 4,14                        |
| Stan abre um parque na "Cabana do Mistério" e com isso Dipper tenta ficar junto com Wendy mas ao tentar ganhar uma coisa para ela ele acaba acertando o olho dela e ele acaba encontrando um viajante do tempo que esquece o aparelho de voltar no tempo então Dipper usa ele para conseguir o prêmio para a Wendy mas isso aba fazendo Mabel ficar sem seu porco Ginga.                                                             |              |                                                                                                  |                           |                                                                                    |                         |                  |                             |
| 10 | 10           | "Fight Fighters" "Lutem, Lutadores" (BR/PT)                                                      | John Aoshima              | Zach Paez e Alex Hirsch                                                            | 14 de setembro de 2012  | 110              | 2,94                        |
| Depois de quebrar o celular Robie, Dipper tenta evitar a briga que Robie marcou com ele então ele acaba trazendo um lutador de um jogo de fliperama para a vida real então ele usa esse lutador para lutar em seu lugar mas o lutador pretende destruir Robie. Enquanto isso Mabel tenta fazer seu Tio Stan superar o seu medo de altura.                                                                                            |              |                                                                                                  |                           |                                                                                    |                         |                  |                             |
| 11 | 11           | "Little Dipper" "Dipper Pequeno" (BR) "Pequeno Dipper" (PT)                                      | Aaron Springer e Joe Pitt | Tim McKeon, Zach Paez e Alex Hirsch                                                | 28 de setembro de 2012  | 111              | 2,60                        |
| Depois de descobrir que Mabel é mais alta Dipper decide encontrar um cristal que aumenta e diminui o tamanho das coisas e usando o cristal Dipper fica mais alto que Mabel mas Gideão descobre isso e encolhe Dipper, Mabel e Soos e decide encolher Stan para pegar a escritura. |              |                                                                                                  |                           |                                                                                    |                         |                  |                             |
| 12 | 12           | "Summerween" "Summerween" (BR) "Verão das Bruxas" (PT)                                           | John Aoshima              | Zach Paez, Alex Hirsch e Michael Rianda                                            | 5 de outubro de 2012    | 112              | 3,48                        |
| Mabel fica ansiosa com o Summerween e Dipper também fica feliz mas ele percebe que está velho de mais para pedir doce depois de Wendy falar para ele que ela vai a uma festa com Robie mas isso pode ficar difícil depois do Monstro do Summerween ameaçar Dipper, Mabel, Candy e Grende de conseguirem vários doces antes da ultima abóbora apagar. Enquanto isso Stan tenta assustar dois garotos.                                 |              |                                                                                                  |                           |                                                                                    |                         |                  |                             |
| 13 | 13           | "Boss Mabel" "Chefe Mabel" (BR) "A Chefe Mabel" (PT)                                             | John Aoshima              | História por : Tommy Reahard Roteiro por : Tim McKeon e Alex Hirsch                | 15 de fevereiro de 2013 | 114              | 3,45                        |
| Mabel percebe que Stan está indo longe demais com as vendas então eles apostam quem consegue mais dinheiro com Mabel sendo chefe e Stan participando de um show e Mabel descobre que não vai ser tão fácil. |              |                                                                                                  |                           |                                                                                    |                         |                  |                             |
| 14 | 14           | "Bottomless Pit!" "O Poço Sem Fim" (BR) "Buraco Sem Fundo" (PT)                                  | Aaron Springer e Joe Pitt | Alex Hirsch e Michael Rianda                                                       | 1 de março de 2013      | 115              | 3,10                        |
| Stan apresenta um Poço Sem Fim para Dipper, Mabel e Soos mas eles acabam caindo nele e eles esperam chegar ao fim dele contando histórias. |              |                                                                                                  |                           |                                                                                    |                         |                  |                             |
| 15 | 15           | "The Deep End" "Ao Fundo da Piscina" (BR) "As Profundezas" (PT)                                  | Aaron Springer e Joe Pitt | Nancy Cohen                                                                        | 15 de março de 2013     | 113              | 4,50                        |
| Está muito quente em Gravity Falls então eles decidem ir a piscina de Gravity Falls e por lá Dipper percebe que Wendy é a salva vidas e acaba virando o assistente dela e tenta fazer o possível para que o chefe dele não descubra oque ele e Wendy fazem e Mabel conhece que um sereio que quer voltar para o mar e Mabel promete que vai ajuda-lo a voltar. Enquanto isso Stan tenta conseguir sentar na cadeira antes de Gideão. |              |                                                                                                  |                           |                                                                                    |                         |                  |                             |
| 16 | 16           | "Carpet Diem" "O Tapete Elétrico" (BR) "Carpete Diem" (PT)                                       | Joe Pitt                  | Tim McKeon, Zach Paez e Alex Hirsch                                                | 5 de abril de 2013      | 117              | 3,36                        |
| Depois de Mabel passa a noite no quarto com a Candy e Grenda Dipper fica cansado de dividir o quarto com Mabel então ele pede a Stan para arrumar um quarto pra ele mas Mabel também quer o quarto então Stan decide que quem ser o seu favorito vai ter o quarto e Dipper descobre um Tapete Elétrico que pode trocar os corpos das pessoas e ele acaba trocando de corpo com a Mabel então eles decidem sabotar um ao outro.       |              |                                                                                                  |                           |                                                                                    |                         |                  |                             |
| 17 | 17           | "Boyz Crazy" "Meninos Loucos" (BR) "Louca pelos Rapazes" (PT)                                    | John Aoshima              | Matt Chapman e Alex Hirsch                                                         | 19 de abril de 2013     | 116              | 3,16                        |
| Mabel e suas amigas estão animadas para verem sua banda preferida. Enquanto isso, Dipper tenta encontrar a mensagem subliminar no CD que Robie usou para encantar Wendy. |              |                                                                                                  |                           |                                                                                    |                         |                  |                             |
| 18 | 18           | "Land Before Swine" "A Terra Diante dos Porcos" (BR) "Em Busca do Vale dos Porcos" (PT)          | John Aoshima              | Tim McKeon e Alex Hirsch                                                           | 28 de junho de 2013     | 118              | 3,50                        |
| Mabel sai e fala para Stan cuidar de Wadles e não deixar ele ficar fora de casa mas Stan fica irritado por que Wadles está acabando com os negócios da "Cabana do Mistério" então ele deixa Wadles ficar fora de casa mas um pterodáctilo pega o porco deixando Mabel triste, então Dipper, Mabel, Soos e Stan vão resgatar Wadles seguindo os fios de linha do suéter de Wadles.                                                    |              |                                                                                                  |                           |                                                                                    |                         |                  |                             |
| 19 | 19           | "Dreamscaperers" "Tire o Monstro dos Sonhos" (BR) "Apanhadores de Sonhos" (PT)                   | Joe Pitt e John Aoshima   | Tim McKeon, Matt Chapman e Alex Hirsch                                             | 12 de julho de 2013     | 119              | 2,70                        |
| Depois de falhar mais uma vez em pegar a escritura da Cabana do Mistério, Gideão decide invocar um invasor do sonhos chamado Bill Cipher para entrar na mente de Stan e roubar a senha do cofre onde está a escritura então Dipper, Mabel e Soos entram na mente de Stan para impedir Bill de roubar a senha. No final Gideão consegue explodir o cofre e rouba a escritura.                                                         |              |                                                                                                  |                           |                                                                                    |                         |                  |                             |
| 20 | 20           | "Gideon Rises" "Gideão Assume" (BR) "A Ascensão de Gideon" (PT)                                  | John Aoshima e Joe Pitt   | Matt Chapman, Alex Hirsch e Michael Rianda                                         | 2 de agosto de 2013     | 120              | 3,18                        |
| Gideão consegue a escritura da Cabana do Mistério e Dipper e Mabel tem que pega-la de volta para não irem embora de Gravity Falls. |              |                                                                                                  |                           |                                                                                    |                         |                  |                             |

## Avaliações
A temporada recebeu grande elogio dos críticos.
| No. | Título                           | Exibição original       | The A.V. Club (A-F) |
| --- | -------------------------------- | ----------------------- | ------------------- |
| 1   | "Tourist Trapped"                | 15 de junho de 2012     | B+                  |
| 2   | "The Legend of the Gobblewonker" | 29 de junho de 2012     | B+                  |
| 3   | "Headhunters"                    | 30 de junho de 2012     | B                   |
| 4   | "The Hand That Rocks the Mabel"  | 6 de julho de 2012      | A-                  |
| 5   | "The Inconveniencing"            | 13 de julho de 2012     | A                   |
| 6   | "Dipper vs. Manliness"           | 20 de julho de 2012     | B+                  |
| 7   | "Double Dipper"                  | 10 de agosto de 2012    | A-                  |
| 8   | "Irrational Treasure"            | 17 de agosto de 2012    | A-                  |
| 9   | "The Time Traveler's Pig"        | 24 de agosto de 2012    | B+                  |
| 10  | "Fight Fighters"                 | 14 de setembro de 2012  | B                   |
| 11  | "Little Dipper"                  | 28 de setembro de 2012  | A-                  |
| 12  | "Summerween"                     | 5 de outubro de 2012    | A-                  |
| 13  | "Boss Mabel"                     | 15 de fevereiro de 2013 | B+                  |
| 14  | "Bottomless Pit!"                | 1 de março de 2013      | A-                  |
| 15  | "The Deep End"                   | 15 de março de 2013     | B                   |
| 16  | "Carpet Diem"                    | 5 de abril de 2013      | B                   |
| 17  | "Boyz Crazy"                     | 19 de abril de 2013     | B+                  |
| 18  | "Land Before Swine"              | 28 de junho de 2013     | A-                  |
| 19  | "Dreamscaperers"                 | 12 de julho de 2013     | A-                  |
| 20  | "Gideon Rises"                   | 2 de agosto de 2013     | A                   |